# Pensionär (Niederlande)
Ein Pensionär (Pensionaris) war zur Zeit der Republik der Sieben Vereinigten Niederlande ein Beamter in den großen und stimmberechtigten Städten mehrerer Provinzen, der für die Rechtsgeschäfte der Stadt zuständig war, vergleichbar einem Syndikus und Stadtschreiber. Die Bezeichnung leitet sich vom Gehalt (der „Pension“), das der Beamte bezog, ab. Er beriet den Magistrat in rechtlichen Angelegenheiten und führte das Protokoll, war aber selbst nicht stimmberechtigt. Da die Pensionäre lange in ihrem Amt verblieben, konnten sie oft großen Einfluss auf die städtische Politik ausüben.
Eine vergleichbare Rolle auf der Ebene der ganzen Republik hatte der Ratspensionär inne.